# Cadet
Блейн Кэмерон Джонсон (англ. Blaine Cameron Johnson, более известный как Cadet; 2 марта 1990, Лондон, Англия — 9 февраля 2019, Бетли, Англия) — британский рэпер. Блейн Джонсон начал карьеру рэпера в 2011 году, выпустив ряд фристайлов на YouTube-каналах, таких как «OSM Vision» и «Link Up TV». В 2016 году был выпущен его дебютный проект «The Commitment», а в следующем году последовал «The Commitment 2». Наиболее известен своим синглом «Advice» с участием Deno, который достиг 14-го места в британском чарте.
9 февраля 2019 года по дороге на концерт в Килский университет в Стаффордшире, за три недели до своего 29-го дня рождения, Джонсон погиб в автокатастрофе.

## Карьера

### Gipset и андеграундная карьера (2006–2009)
Cadet впервые стал известен благодаря своему сотрудничеству с группой «Gipset Krept and Konan» в 2006 году, часто появляясь в музыкальных клипах на фристайл группы. 4 апреля 2008 года Cadet выпустил свой первый коммерческий микстейп «Are You Ready». К концу 2010 года группа «Gipset» приобрела значительное количество поклонников в социальных сетях благодаря своим фристайлам о жизни банд и жизни в Лондоне. «Gipset» распались в 2013 году после того, как «Krept» и «Konan» подписали контракт с крупным лейблом, и все остальные участники сосредоточились на сольной карьере.

### Начало сольной карьеры и The Commitment (2010–2015)
В 2010 году Кадет начал сольную карьеру. В 2011 году он принял участие в записи сингла «Dungeon Dragons» рэпера Stormzy, а в 2012 году снова сотрудничал с рэпером над синглом «GrimeWork». На протяжении многих лет Cadet выпускал серию выпусков для SBTV, включая сессию «Warm up», выпущенную в 2015 году.
В июле 2015 года Он выпустил свой первый фристайл «Slut» через «OSM Vision». Песня стала популярной и набрала более 3,1 миллиона просмотров по состоянию на февраль 2019 года. В следующем месяце Cadet был выбран «Link Up TV» для участия в их фристайл-шоу «Behind Barz», а его фристайл был загружен на YouTube 17 августа 2015 года, получив 2,3 миллиона просмотров по состоянию на февраль 2019 года. Фристайл получил похвалу от американского издания «Complex» , которое назвало его «лучшим повествованием» и «лучше, чем весь микстейп некоторых рэперов».
В 2016 году  был выпущен дебютный мини-альбом Cadet, «The Commitment». В мини-альбоме приняли участие Donae'o, Konan и Tis Rome. Это был первый коммерческий релиз рэпера. В 2016 году после выпуска «Letter to Krept» Cadet получил значительное признание. В «Letter to Krept» Cadet пытается связаться со своим кузеном Krept, чтобы поговорить о недопонимании между ними. Cadet рассказывает их историю вместе, описывая основные события, которые привели к отчуждению между ними на момент выпуска этой песни. Krept впоследствии выпустил «Letter to Cadet», чтобы поделиться своей версией истории. Сингл «Corn» с участием Big Tobz был выпущен в декабре 2016 года.

### Путь к славе и «The Commitment 2» (2017–2018)
В 2017 году Cadet выпустил свой второй мини-альбом «The Commitment 2», продолжение своего первого релиза. В записи мини-альбома приняли участие Konan и Ghetts, а также вокалистка Shakka. В том же году он выпустил синглы «Southside» с участием Geko и «What's Good» с участием Loski.
В апреле 2018 года он выпустил сингл «Closure», вторую часть своего «Slut Freestyle», который имел большой успех и привлёк международное внимание. Cadet был представлен в ремиксе сингла «Rudimental» «Toast to Our Differences» вместе с Jaykae и Shungudzo, который был выпущен 12 июня 2018 года. 29 августа 2018 года Cadet выпустил сингл «Advice» с участием Deno. Это был его первый сингл, попавший в чарты, изначально достигший 27-го места в британском Top 40 и получивший более 18 миллионов просмотров на YouTube по состоянию на февраль 2019 года. Изначально песня была фристайлом, который состоялся в машине Cadet, прежде чем он был выпущен как сингл. 26 октября 2018 года был выпущен его второй сингл, попавший в чарты, «Pumpy». Сингл был спродюсирован Da Beatfreakz, а вокал исполняли Swarmz, AJ и Deno. В декабре 2018 года был выпущен сингл «Trendy» с участием Ay Em и Тиона Уэйна. Это был последний сингл, выпущенный при его жизни.

### Посмертные релизы и «The Rated Legend» (2019–2020)
После консультации с семьёй, второй его фристайл «Daily Duppy» был посмертно выпущен на «GRM Daily» 22 апреля 2019 года. 29 августа 2019 года его сингл «Gang Gang» также был посмертно выпущен. Он был выпущен на GRM Daily и рассказывает о предрассудках, с которыми сталкиваются чернокожие мужчины, подвергающиеся несправедливым преследованиям со стороны полиции, и был спровоцирован инцидентом, с которым сам Cadet столкнулся в полиции. Сингл достиг 82-го места в британском чарте синглов.
1 марта 2020 года его двоюродный брат, Крепт, объявил, что студийный альбом Кадета «The Rated Legend» находится в разработке. Альбом является его дебютным студийным релизом и вышел 10 апреля 2020 года, а Крепт выступил в качестве исполнительного продюсера. В него вошли платиновый сингл Кадета «Advice» и посмертно выпущенный «Gang Gang», а также ранее не издававшаяся музыка, записанная при его жизни. Крепт заявил, что хочет «сохранить имя Кадета живым и убедиться, что он сможет продолжить то, что он начал и достиг». Позже выяснилось, что все продюсеры и артисты внесли свой вклад в альбом бесплатно. Он был выпущен на лейбле звукозаписи Cadet, Underrated Legends, при участии Show N Prove и Da Beatfreakz, а также включает в себя вокал от Young Adz, Krept & Konan, Swarmz, Wretch 32, Chip, Тион Уэйн и Deno.

## Личная жизнь
Джонсон был двоюродным братом рэпера Крепта, и они провели большую часть детства вместе. Джонсон принял ислам в возрасте 15 лет и неоднократно упоминал свою веру в своей музыке. Джонсон имел ямайское происхождение.

## Смерть
9 февраля 2019 года Джонсон и трое его друзей направлялись на концерт в Университет Кила в Стаффордшире, когда автомобиль Vauxhall Combo врезался лоб в лоб в их Toyota Prius в Бетли, примерно в 8 км от места проведения мероприятия. Джонсон скончался на месте от тяжёлых травм головы. Его друзья и водители обоих автомобилей выжили в аварии и были отправлены в больницы для лечения.
1 ноября 2019 года 23-летний Джордан Бирч из Вура, Шропшир, был обвинен в убийстве Кадета в результате опасного вождения и в нанесении серьезных травм водителю Кадета Кашифу Усману. Бирч выпил шесть пинт пива и превысил предельно допустимую концентрацию алкоголя в крови, ехал с вдвое большей скоростью и находился на встречной полосе. В декабре 2019 года он признал себя виновным в причинении смерти в результате опасного вождения и причинении серьезных травм в результате опасного вождения на слушании в Королевском суде Сток-он-Трент. В январе 2020 года Бирч был приговорен к 4 годам и 8 месяцам, из которых первую половину он провёл в тюрьме, а вторую — по временной лицензии. 

## Последствия
Многие современники Джонсона отдали дань уважения в социальных сетях. Крепт сказал, что он «опустошен и сломлен», и объявил, что публичная церемония памяти состоится на следующий день в лондонском Гайд-парке. 13 февраля 2019 года Дено выпустил трибьют-альбом «First Days» в честь Кадета. Крепт отдал дань памяти Кадету, выпустив «Last Letter to Cadet» 27 февраля 2019 года. В треке также присутствовал куплет Конана.

## Дискография

### Студийные альбомы
- «The Rated Legend» (2020)[28]

### Мини-альбомы
- «The Commitment» (2016)[48]
- «The Commitment 2» (2017)[48]

### Синглы
- «Closure» (2018)
- «Advice» (with Deno) (2018) – UK No. 14[22]
- «Pumpy» (с Da Beatfreakz, AJ & Deno, Swarmz) (2018) – UK No. 70[22]
- «Trendy» (при участии Ay Em and Tion Wayne) (2018)
- «Gang Gang» (2019) – UK No. 82[22]
- «Support Me» (2020)

### Трибьют-альбомы
- «First Days» от Deno (2019)
- "«Last Letter to Cadet» от Krept and Konan (2019)
- "«Letter to Cadet» от Rapman (2019)
- «It'll Kill You» от Lady Leshurr (2019)
- «Tribute to Cadet» от Clue (2019)
- «Underrated Legend» (Cadet Tribute) от Big Tobz (2020)
- «Dear Cadet» (Legacy Continues)[49] от Shocka (2020)

## Фильмография
| Год  | Название     | Роль   | Примечание                             | Ссылки |
| ---- | ------------ | ------ | -------------------------------------- | ------ |
| 2018 | История Широ | Кайрон | Часть 2–3 (короткий сериал на YouTube) | [ 50 ] |